# Viteška zvijezda
Viteška zvijezda (lat. Hippeastrum), rod trajnica iz porodice zvanikovki (Amaryllidaceae). Devedesetak vrsta u Južnoj Americi.

## Etimologija
Hippeastrum znači "viteška zvijezda" od hippeus, što znači konjanik ili vitez. Herbert, koji je dao ime rodu, nazvao ga je "viteški zvjezdani ljiljan". Budući da je u jednom trenutku bila dio roda Amaryllis, te se biljke i danas pogrešno nazivaju Amaryllis. To je osobito istinito kod hibrida jer se hortikulturna trgovina nije potrudila nazvati te biljke pravim imenima.

## Opis
Oba roda (i Amaryllis i Hippeastrum) imaju velike prizemne lukovice i trakaste listove, ali Hippeastrum ima šuplje stabljike, a Amaryllis ima masivne stabljike. Amarilis ljeti miruje i cvjeta u jesen, prije nego lišće izbije. Cvjetovi su u nijansama ružičaste i bijele, a sjemenke su mesnate ružičaste ili bijele kuglice veličine graška. Vrste hippeastruma općenito su zimzelene ili zimi u mirovanju, a mnoge cvjetaju s lišćem. Boje cvjetova variraju od bijele do zelenkasto žute do crvene i narančaste. Sjemenke su crne ili smeđe, tanke i poput papira i često plutaju na vodi.

## Rasprostranjenost
Hippeastrum je rod iz porodice Amaryllidaceae s preko 110 vrsta i više od 600 hibrida i kultivara. Rod je porijeklom iz tropskih područja Kariba, Meksika, ali uglavnom Južne Amerike. Dva su središta raznolikosti, jedno u istočnom Brazilu (podrijetlo roda), a drugo u središnjim Andama duž granice Perua i Bolivije (14-15°S i 68-70°W). Unutar ovog područja, najveća koncentracija je u peruansko-bolivijskoj biogegrafskoj provinciji Los Yungas između 750-2800 m.

## Vrste
1. Hippeastrum abatinguara Campos-Rocha & A.S.Medeiros
2. Hippeastrum aglaiae (A.Cast.) Hunz. & Cocucci
3. Hippeastrum amaru (Vargas) Meerow
4. Hippeastrum andreanum Baker
5. Hippeastrum angustifolium Pax
6. Hippeastrum apertispathum (Traub) H.E.Moore
7. Hippeastrum arboricola (Ravenna) Meerow
8. Hippeastrum argentinum (Pax) Hunz.
9. Hippeastrum aulicum (Ker Gawl.) Herb.
10. Hippeastrum aviflorum (Ravenna) Dutilh
11. Hippeastrum blossfeldiae (Traub & Doran) Van Scheepen
12. Hippeastrum brasilianum (Traub & J.L.Doran) Dutilh
13. Hippeastrum breviflorum Herb.
14. Hippeastrum bukasovii (Vargas) Gereau & Brako
15. Hippeastrum caiaponicum (Ravenna) Dutilh
16. Hippeastrum calyptratum (Ker Gawl.) Herb.
17. Hippeastrum canastrense Dutilh & R.S.Oliveira
18. Hippeastrum carassense Campos-Rocha & R.C.Mota
19. Hippeastrum cardenasii R.Vásquez & R.Lara
20. Hippeastrum caupolicanense (Cárdenas) Van Scheepen
21. Hippeastrum cipoanum (Ravenna) Meerow
22. Hippeastrum condemaitae (Vargas & E.Pérez) Meerow
23. Hippeastrum correiense (Bury) Worsley
24. Hippeastrum curitibanum (Ravenna) Dutilh
25. Hippeastrum curupira Campos-Rocha & M.Peixoto
26. Hippeastrum cuzcoense (Vargas) Gereau & Brako
27. Hippeastrum cybister (Herb.) Benth. ex Baker
28. Hippeastrum damazianum Beauverd
29. Hippeastrum diniz-cruziae Dutilh & Semir
30. Hippeastrum divifrancisci (Cárdenas) R.Lara & R.Vásquez
31. Hippeastrum divijulianum (Cárdenas) Meerow
32. Hippeastrum doraniae (Traub) Meerow
33. Hippeastrum dutilhianum (Büneker, R.E.Bastian & C.M.Costa) Christenh. & Byng
34. Hippeastrum elegans (Spreng.) H.E.Moore
35. Hippeastrum escoipense Slanis & Huaylla
36. Hippeastrum espiritense (Traub) H.E.Moore
37. Hippeastrum euryphyllum (Ravenna) W.A.Medina & Roitman
38. Hippeastrum evansiae (Traub & I.S.Nelson) H.E.Moore
39. Hippeastrum ferreyrae (Traub) Gereau & Brako
40. Hippeastrum forgetii Worsley
41. Hippeastrum fragrantissimum (Cárdenas) Meerow
42. Hippeastrum fuscum Kraenzl.
43. Hippeastrum gertianum (Ravenna) Dutilh
44. Hippeastrum glaucescens (Mart. ex Schult. & Schult.f.) Herb.
45. Hippeastrum goianum (Ravenna) Meerow
46. Hippeastrum guarapuavicum (Ravenna) Van Scheepen
47. Hippeastrum harrisonii (Lindl.) Hook.f.
48. Hippeastrum haywardii (Traub & Uphof) R.Lara & R.Vásquez
49. Hippeastrum hemographes (Ravenna) Dutilh
50. Hippeastrum hugoi (Vargas) Gereau & Brako
51. Hippeastrum idimae Dutilh & R.S.Oliveira
52. Hippeastrum iguazuanum (Ravenna) T.R.Dudley & M.Williams
53. Hippeastrum incachacanum (Cárdenas) Van Scheepen
54. Hippeastrum intiflorum (Vargas) Gereau & Brako
55. Hippeastrum kromeri (Worsley) Meerow
56. Hippeastrum laklano Campos-Rocha & M.Peixoto
57. Hippeastrum lapacense (Cárdenas) Van Scheepen
58. Hippeastrum lara-ricoi A.L.Moya, D.Villalba & Zent.-Ruíz
59. Hippeastrum lavrense (Ravenna) R.S.Oliveira & Dutilh
60. Hippeastrum leonardii (Vargas) Gereau & Brako
61. Hippeastrum leopoldii T.Moore
62. Hippeastrum leucobasis (Ravenna) Dutilh
63. Hippeastrum lunaris Campos-Rocha & Meerow
64. Hippeastrum macbridei (Vargas) Gereau & Brako
65. Hippeastrum machupijchense (Vargas) D.R.Hunt
66. Hippeastrum mandonii Baker
67. Hippeastrum maracasum (Traub) H.E.Moore
68. Hippeastrum marumbiensis (Ravenna) Van Scheepen
69. Hippeastrum mauroi Campos-Rocha & Dutilh
70. Hippeastrum menesesii R.Vásquez & R.Lara
71. Hippeastrum minasgerais (Traub) Meerow
72. Hippeastrum miniatum (Ruiz & Pav.) Herb.
73. Hippeastrum mirum (Ravenna) Christenh. & Byng
74. Hippeastrum mollevillquensis (Cárdenas) Van Scheepen
75. Hippeastrum monanthum (Ravenna) Meerow
76. Hippeastrum morelianum Lem.
77. Hippeastrum multiflorum Büneker, K.Soares & L.C.Assis
78. Hippeastrum nelsonii (Cárdenas) Van Scheepen
79. Hippeastrum oconequense (Traub) H.E.Moore
80. Hippeastrum papilio (Ravenna) Van Scheepen
81. Hippeastrum paquichanum (Cárdenas) Dutilh
82. Hippeastrum paradisiacum (Ravenna) Meerow
83. Hippeastrum paranaense (Traub) Meerow
84. Hippeastrum pardinum (Hook.f.) Lem.
85. Hippeastrum parodii Hunz. & Cocucci
86. Hippeastrum peruvianum Meerow & Campos-Rocha
87. Hippeastrum petiolatum Pax
88. Hippeastrum platypetalum (Lindl.) Büneker & Bastian
89. Hippeastrum pseudopardinum (Cárdenas) R.Vásquez & R.Lara
90. Hippeastrum psittacinum (Ker Gawl.) Herb.
91. Hippeastrum puniceum (Lam.) Voss
92. Hippeastrum pyrophilum R.E.Bastian
93. Hippeastrum ramboi R.E.Bastian & Büneker
94. Hippeastrum reginae (L.) Herb.
95. Hippeastrum restingense (Ravenna) Büneker & Bastian
96. Hippeastrum reticulatum (L´Hér.) Herb.
97. Hippeastrum roseoalbum R.S.Oliveira & Dutilh
98. Hippeastrum rubropictum (Ravenna) Meerow
99. Hippeastrum sanfranciscanum Dutilh & R.S.Oliveira
100. Hippeastrum santacatarina (Traub) Dutilh
101. Hippeastrum scopulorum Baker
102. Hippeastrum stapfianum (Kraenzl.) R.S.Oliveira & Dutilh
103. Hippeastrum starkiorum (I.S.Nelson & Traub) Van Scheepen
104. Hippeastrum stigmovittatum (Büneker, R.E.Bastian & C.M.Costa) Christenh. & Byng
105. Hippeastrum striatum (Lam.) H.E.Moore
106. Hippeastrum stylosum Herb.
107. Hippeastrum teyucuarense (Ravenna) Van Scheepen
108. Hippeastrum traubii (Moldenke) H.E.Moore
109. Hippeastrum umabisanum (Cárdenas) Meerow
110. Hippeastrum vanleestenii (Traub) H.E.Moore
111. Hippeastrum variegatum (Vargas) Gereau & Brako
112. Hippeastrum velloziiflorum Campos-Rocha & Meerow
113. Hippeastrum verdianum Büneker & R.E.Bastian
114. Hippeastrum viridiflorum Rusby
115. Hippeastrum vittatum (L´Hér.) Herb.
116. Hippeastrum wilsoniae J.L.Doran & F.W.Mey.
117. Hippeastrum yungacense (Cárdenas & I.S.Nelson) Meerow

## Sinonimi
- Aschamia Salisb.; Gen. Pl.: 134 (1866)
- Aulica Raf.; Fl. Tellur. 4: 10 (1838)
- Callicore Link; Handbuch 1: 193 (1829)
- Carlotea Arruda ex Koster; Trav. Brazil: 493 (1816)
- Chonais Salisb.; Gen. Pl.: 135 (1866)
- Eusarcops Raf.; Fl. Tellur. 4: 11 (1838)
- Lais Salisb.; Gen. Pl.: 134 (1866)
- Leopoldia Herb.; Trans. Hort. Soc. London 4: 181 (1821), nom. rej.
- Lepidopharynx Rusby; Mem. New York Bot. Gard. 7: 214 (1927)
- Moldenkea Traub; Pl. Life 7: 41 (1951)
- Omphalissa Salisb.; Gen. Pl.: 134 (1866)
- Tocantinia Ravenna; Onira 5: 9 (2000)
- Trisacarpis Raf.; Fl. Tellur. 4: 11 (1838)